# Gyroroue

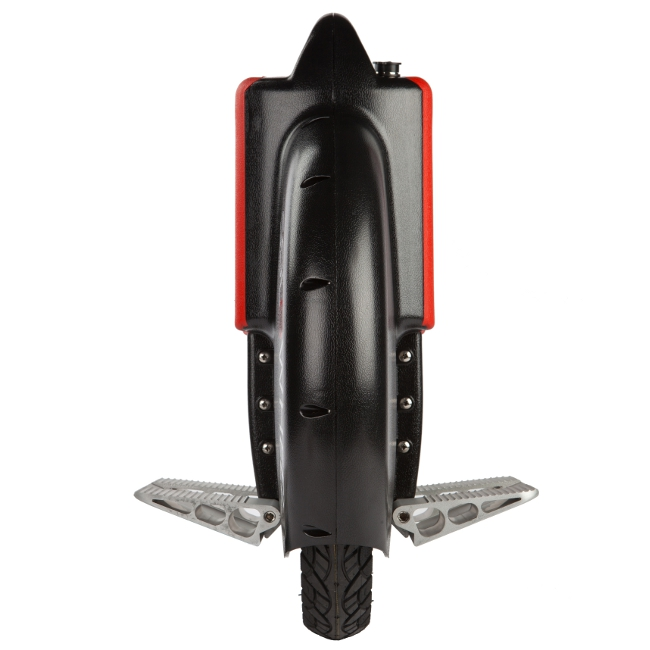
Gyroroue vu de face.

La gyroroue, aussi appelée monocycle électrique ou monoroue (électrique) est un véhicule individuel de déplacement urbain.

## Historique
Le monocycle électrique a été inventé par deux Francais, Janick et Marc Simeray en 2005. Ils ont accordé une licence de leur brevet américain US8616313 sous contrat à la société Inventist en 2011, qui l'a exploité sous la marque Solowheel,,.
Depuis, des marques concurrentes sont apparues, dont Ninebot, GotWay, Kingsong, Inmotion, ou encore Rockwheel.

## Description
La gyroroue est composée d'une roue carénée dotée de capteurs et d'un moteur gyroscopique, de deux marchepieds escamotables, et d'une batterie rechargeable sur secteur. Il fonctionne sur le même principe technique que le gyropode, dont il se distingue par l'absence de guidon et par une roue unique : lorsque l'utilisateur se penche en avant, le moteur se met en marche afin de compenser le déséquilibre, ce qui fait avancer la roue. La vitesse est d'autant plus grande que l'inclinaison est prononcée.
La direction de la trajectoire est assurée par des pressions des mollets sur la roue. En 2016, certains modèles de roues sont capables de dépasser les 40 km/h (et jusqu'à 55 km/h max avec la Monster) par construction (tel que les marques Inmotion et Gotway) et circulent sur voie publique, bien souvent en l'absence d'une législation claire concernant cette catégorie d'engins dans la plupart des pays. Certains constructeurs tel que Ninebot expliquent avoir bridé leurs produits par construction en dessous de 25 km/h, ceux-ci n'étant pas clairement considérés en France comme des véhicules terrestres motorisés.

## Législation
Législation en Belgique :
Depuis le 31 mai 2019 :
La Belgique a adopté le 21 mai 2019 une loi qui modifie la vitesse maximale autorisée pour les engins de déplacement motorisés tels que les gyroroues et Trotinettes. La vitesse maximale autorisée est portée de 18 à 25 Km/h. Sur le trottoir, les usagers ne peuvent pas dépasser les 6 km/h (considéré comme piétons). La loi est entrée en vigueur le 31 mai 2019.

Législation en France :
Depuis  le 23 octobre 2019 :
Il existe une réglementation dédiée aux EDPM (Engins de Déplacement Personnel à Moteur)  depuis le décret du 23 octobre 2019. À l'instar des autres EDPM, les gyroroues peuvent circuler sur les pistes cyclables et les voies de circulation dont la vitesse maximale autorisée est de 50 km/h. Une vitesse maximum de 25 km/h est imposée aux fabricants. Le port d'un gilet réfléchissant est obligatoire hors agglomération et lors de circulation nocturne, un avertiseur (sonnette) doit également être porté par l'utilisateur. La circulation sur trottoir est interdite. Les utilisateurs ne peuvent pas dépasser les 6 km/h (considérés comme piétons) en cas de circulation dans des zones piétonnes.
Législation en Suisse :
Les gyroroues ne peuvent pas circuler sur la voie publique, seuls les gyropodes Segway et les trottinettes électriques ne dépassant pas les 20 km/h sont autorisés à la circulation. Ils sont soumis à l’immatriculation.

## Comparaison de différents modèles
| marque   | modèle          | prix     | puissance | autonomie | capacité batterie | vitesse max | poids   | taille roue          |
| -------- | --------------- | -------- | --------- | --------- | ----------------- | ----------- | ------- | -------------------- |
| Inmotion | V8F             | 1 290€   | 1 000 W   | 50 km     | 518 Wh            | 35km/h      | 14,5 kg | 16 pouces (40,64 cm) |
| Inmotion | V10F            | 1 590€   | 2 000 W   | 75 km     | 960 Wh            | 40 km/h     | 20,6 kg | 16 pouces (40,64 cm) |
| Inmotion | V11             | 2 590€   | 2 200 W   | 120 km    | 1 500 Wh          | 50 km/h     | 27 kg   | 18 pouces(45,72 cm)  |
| Inmotion | V12             | 2 790€   | 2 500 W   | 160 km    | 1 750 Wh          | 70 km/h     | 29 kg   | 16 pouces (40,64 cm) |
| Inmotion | V12 High Torque | 2 790€   | 2 800 W   | 150 km    | 1 750 Wh          | 60 km/h     | 29 kg   | 16 pouces (40,64 cm) |
| Inmotion | V13 Challenger  | 4 590€   | 4 500 W   | 200 km    | 3 024 Wh          | 90 km/h     | 50 kg   | 22 pouces (55,88 cm) |
| Inmotion | V14 Adventure   | 4 490€   | 4 000 W   | 120 km    | 2 400 Wh          | 70 km/h     | 39 kg   | 16 pouces (40,64 cm) |
| Kingsong | KS 16X          | 2 200€   | 2 200 W   | 100 km    | 1 554 Wh          | 50 km/h     | 23 kg   | 16 pouces(45,72 cm)  |
| Kingsong | KS 18 XL        | 2 290€   | 2 200 W   | 100 km    | 1 554 Wh          | 45 km/h     | 25,4 kg | 18 pouces(45,72 cm)  |
| Kingsong | KS S18          | 2 290€   | 2 200 W   | 90 km     | 1 110 Wh          | 50 km/h     | 25 kg   | 18 pouces (45,72 cm) |
| Kingsong | KS S22 Eagle    | 3 290€   | 3 300 W   | 200 km    | 2 220 Wh          | 70 km/h     | 35 kg   | 20 pouces (50,8cm)   |
| Kingsong | KS S19          | 2 990 €  | 3 500 W   | 150 km    | 1 776 Wh          | 60 km/h     | 32 kg   | 18 pouces (45,72 cm) |
| Kingsong | KS S16          | 2 290€   | 3 000 W   | 120 km    | 1 480 Wh          | 60 km/h     | 33 kg   | 16 pouces (40,64 cm) |
| Kingsong | KS F22          | 3 200€   | 5 000 W   | 150 km    | 3 000 Wh          | ?? km/h     | 48 kg   | 20 pouces            |
| Begode   | TSX 84V 850Wh   | ~1 690 € | 2 000 W   | 85 km     | 850 Wh            | 25 km/h ?   | 19 kg   | 16 pouces (40,64 cm) |
| Begode   | TSX 84V 1020Wh  | ~1 890 € | 2 000 W   | 85 km     | 1020 Wh           | 25 km/h ?   | 19 kg   | 16 pouces (40,64 cm) |